# Democracia y Justicia (España)
Democracia y Justicia es una asociación ciudadana sin ánimo de lucro, creada en mayo de 2010 en Palma de Mallorca, con el fin prioritario declarado de "articular y favorecer la participación ciudadana y la transparencia en las administraciones públicas".
Fundada por el exsecretario de la Asociación Unificada de Guardias Civiles, Joan Miquel Perpinyà, quien la preside desde su formación. Desde la presidencia de Democracia y Justicia se defiende que la asociación es un «proyecto asociativo y cívico» que nace «preocupado» por tres cuestiones: la crisis económica, la crisis política y los casos de corrupción.
Algunas voces (incluyendo el fiscal anticorrupción de Baleares Juan Carrau) han puesto en tela de juicio la actuación de la asociación en relación con el 'Caso Maquillaje'.

## Actuación en el 'Caso Maquillaje'
El primer caso de corrupción en el que la Asociación Democracia y Justicia se ha personado como acusación popular es el 'caso Maquillaje', que se sigue en el Juzgado de Instrucción nº dos de Palma de Mallorca.  En concreto, Democracia y Justicia reclama la absolución de Maria Antònia Munar y de la exdirectora insular de Comunicación Margarita Sotomayor, mientras que, entre otras penas, pide tres años de cárcel para Nadal y dos años y siete meses para Oliver, Almiñana y el exadministrador de la productora Cristóbal Rullan.
Por su parte la fiscalía solicitó la expulsión de la causa de la asociación Democracia y Justicia, alegando el "fraude" cometido por esta entidad al personarse en el caso Maquillaje, puesto que considera que es "un apéndice de una de las acusadas", en alusión a Maria Antònia Munar.
El 16 de julio de 2012 la Sección Segunda de la Audiencia Provincial de Palma condena a Munar, para quien Democracia y Justicia reclamaba absolución, a cinco años y medio de prisión, por los delitos de malversación continuada, prevaricación, fraude a la administración y falsedad en documento oficial, en el marco del 'caso Maquillaje'.